# Thomas de Galloway
Thomas de Galloway († 1231), noble écossais, cadet de la famille des seigneurs de Galloway, il devient « de jure uxoris » 4e comte d'Atholl vers 1210 à 1231.

## Origine
Thomas de Galloway, est le fils cadet de Roland ou Lachlan, seigneur de Galloway († 1200) et d'Helène († 1217), fille de Richard de Morville, seigneur de  Lauderdale et Cunninghame et Connétable du roi d'Écosse. Il à un frère aîné Alan († 1234),qui devient seigneur de Galloway en 1200 et deux sœurs qui atteignent l'âge adulte; Ada, épouse de Walter Bisset d'Aboyne; et Dervorguilla, épouse de Nicholas de Stuteville de Liddel en Cumbria.

## Aventurier et comte
L'étendue de l'héritage de Thomas au Galloway est inconnue, mais à partir de 1204–1205 il est à la tête d'une flotte de vaisseaux de combats. Cette année-là il entre au service du roi Jean Ier d'Angleterre, qui engage ses navires  lors de sa campagne avortée de reconquête de la Normandie et de l'expédition de 1206 au Poitou. Ce service lui apporte des  propriétés dans le nord et l'ouest de l'Angleterre, qui sont apparemment perdues quand il retourne en Écosse vers 1209. Avant janvier 1210 il épouse Isabelle fille aînée de Henri, 3e comte d'Atholl († av. 1210) et obtient le titre comtal. C'est sans doute pendant cette période 1205–1209 que Thomas commet un le viol à York dont la victime n'est pas identifiée mais pour lequel il ne sera pardonné qu'en 1211 à la requête du roi d'Écosse.
En 1212 le comte Thomas sert le roi Guillaume Ier d'Écosse contre les Meic Uilleim dans le Ross, et en 1212 il commence une série d'interventions en Ulster dirigées contre Áed Méith mac Áeda Uí Néill roi de Tir Éogain, l'allié des Meic Uilleim. En compagnie de Donald MacRagnald seigneur Islay, il pille Derry ,  Son intervention en Irlande culmine en 1214 lors de la construction du château de Coleraine.
À cette époque en effet les intérêts politiques Écossais et Anglais sont identiques en Irlande et il reçoit initialement du roi Jean Ier un petit domaine en Ulster, agrandi en juin 1215 par la création d'une importante seigneurie centrée sur Coleraine. Ces donations ainsi que l'octroi de la garde du Château d'Antrim, semblent avoir été destinées à gagner le soutien du comte au roi Jean sans Terre, en conflit avec ses barons. On ne sait toutefois pas s'il prend part à la guerre civile en Angleterre pendant la période 1215–1217. En juin 1219 le comte Thomas rend hommage et jure fidélité à Henri III d'Angleterre et reçoit la confirmation de ses possessions en Irlande, mais en juillet 1222 il lui est ordonné de restituer le château d'Antrim, et en 1224 Coleraine est détruit par les Uí Néill.
La menace que représente la montée de la puissance en Ulster de Hugues de Lacy, qui tente de reconquérir la seigneurie d'Ulster dont le roi Jean Ier l'a dépossédé, est sans doute la cause des largesses anglaises destinées à fixer Thomas d'Atholl en Irlande, par le paiement de soldes importantes et l'octroi de domaines. Lorsque la couronne anglaise trouve un arrangement en 1226 avec les frères de Lacy, une tentative sans suite est faite par Thomas pour tenter de garder ses possessions irlandaises.
Son incapacité à défendre ses domaines irlandais au début de la décennie 1220 est à l'origine de l'implication du comte Thomas dans la politique d'expansion de son frère Alan de Galloway vers l'île de Man. En 1221 avec ses vaisseaux il détruit une flotte des Hébrides au large de la côte irlandaise et tue Diarmait Ó Conchobhair, un prétendant au royaume de Connacht, qui était soutenu par un allié de Henri III, et en 1228 comte Thomas est de nouveau actif dans « les Isles », lorsqu'il participe à l'invasion de l'île de Man par son frère Alan de Galloway qui soutient le roi exilé  Ragnvald de Man.
Après la mort de Ragnvald en février 1229,le comte Thomas ne fournit aucune aide supplémentaire et en juillet 1230 ses navires sont de nouveau au service de l'Angleterre, probablement pour les expéditions de Henri III en Bretagne et à Bordeaux.
la mort du comte Thomas est probablement liée à un accident lors d'un tournoi, car en 1252 Patrick, fils de Constantin de Goswick, un chevalier du comte de Dunbar, est officiellement pardonné par le roi Henri III d'avoir causé la mort de Thomas de Galloway. Le comte d'Atholl est inhumé dans l'abbaye de Coupar en 1231.
Son épouse Isabelle lui survit pour une période inconnue, mais elle était morte avant 1242. D'environ 1233 à peut être 1237, le comté d'Atholl est tenu, au nom du roi, par Alan Durward, peut-être comme gardien de l'héritier, Patrick, et en 1237 un comte d'Atholl anonyme, peut-être Durward, est témoin du traité d'York.

## Union et postérité
D'une union avec une femme non identifiée, contractée vers 1207–1208, il a un fils suffisamment vieux pour servir d'otage en Angleterre en 1213.
Avec son épouse Isabelle d'Atholl, Thomas de Galloway  a deux fils dont seulement le cadet, 
- Patrick de Galloway survit à la petite enfance.
- Maduff, « fils du comte », témoin d'une charte d'Isabelle devenue veuve doit être un fils né du premier mariage ou un enfant illégitime. Thomas a également un fils bâtard nommé Alan[1].